# Rosita Liao
Rosita Liao González (La Pintada, Panamá; 18 de abril de 1929 - 11 de agosto de 1994) fue una educadora y folclorista panameña.
Estudió la escuela primaria en Penonomé y se graduó de maestra en el Instituto Justo Arosemena.
Como docente laboró en diversas localidades de la provincia de Coclé tales como El Copé, Las Guabas, Membrillo, Cañaveral, Santa María, Antón y Penonomé. Se destacó promoviendo el rescate del folclore coclesano a través de sus diferentes expresiones: tradiciones, vestimentas, bailes, cocina, flora y fauna.
Por su reconocimiento cultural, el gobierno panameño la condecoró con la Orden Manuel José Hurtado.